# Manon Bischoff
Manon Bischoff (* 1990 in Darmstadt) ist eine deutsche Wissenschaftsjournalistin und Redakteurin, die insbesondere zu Themen aus der Mathematik und Physik publiziert.

## Leben
Manon Bischoff hat eine französische Mutter und einen deutschen Vater und ist in Deutschland aufgewachsen. Sie studierte Physik und Mathematik an der Technischen Universität Darmstadt. Nach dem Studienabschluss mit einem Master arbeitete sie kurzzeitig als Wissenschaftliche Mitarbeiterin an der Universität Mainz. Seit 2019 ist Bischoff als Redakteurin für das Wissenschaftsmagazin Spektrum der Wissenschaft tätig, wo sie insbesondere für die Bereiche Mathematik und Informatik zuständig ist und eine Kolumne mit dem Titel „Die fabelhafte Welt der Mathematik“ verantwortet. Für ihren Artikel „Welcher Knoten hält am besten?“ aus dem Gebiet der mathematischen Knotentheorie erhielt sie 2021 ihren ersten Preis für ihr journalistisches Schaffen, den Journalistenpreis der Deutschen Mathematiker-Vereinigung. Neben ihrer redaktionellen Tätigkeit ist Bischoff auch als Autorin tätig, verfasst internationale Publikationen wie für das Magazin Scientific American und betreibt zusammen mit Demian Nahuel Goos und Detektor.fm den Spektrum-Podcast „Geschichten aus der Mathematik“.

## Werke (Auswahl)
- Die fabelhafte Welt der Mathematik, Springer, 2024, ISBN 978-3-662-68432-0.
- Künstliche Intelligenz, als Herausgeberin, Springer, 2022, ISBN 978-3-662-62491-3.

## Preise
- Journalistenpreis der Deutschen Mathematiker-Vereinigung, 2021[9]
- Journalismus-Sonderpreis des Deutschen Forschungszentrums für Künstliche Intelligenz (DFKI), 2022[10][11]